# 10 Armia (austro-węgierska)
10 Armia (10. Armee) – związek operacyjny sil zbrojnych monarchii austro-węgierskiej z okresu I wojny światowej. 

## Historia
Armia została utworzona w lutym 1916 na froncie włoskim, i tam walczyła do końca I wojny światowej. Uczestniczyła między innymi w bitwie pod Caporetto, bitwie nad Piavą oraz bitwie pod Vittorio Veneto.

## Dowódcy
- Franz Rohr von Denta (luty 1916 - 18 czerwca 1916)
- Karl Scotti (18 czerwca 1916 - czerwiec 1917)
- Alexander von Krobatin (czerwiec 1917 - 3 listopada 1918)